# Champcueil
Champcueil  [ʃɑ̃kœj] je francouzská obec v departementu Essonne v regionu Île-de-France. Leží 38 kilometrů jihovýchodně od Paříže.

## Jméno obce
Původně se sídlo jmenovalo Chancolia. V roce 1793 vznikla obec pod současným názvem.

## Geografie
Sousední obce: Chevannes, Auvernaux, Ballancourt-sur-Essonne, Nainville-les-Roches, Baulne, Mondeville a Soisy-sur-École.

## Památky
- kostel Nanebevzetí Panny Marie z 12. až 13. století

## Vývoj počtu obyvatel
Počet obyvatel

## Vzdělání
Obec má dvě základní školy a kolej Olympie de Gouges.

## Osobnosti obce
- Jean Rigaux, zpěvák a herec